# مقاطعات اليابان
| تقسيمات اليابان الإدارية |
| مستوى المحافظة |
| --- |
| محافظات (都道府県 تو دو فو كين) |
| مستوى أقسام المحافظة |
| فروع المحافظات (支庁 شي تشو) مقاطعات (郡 غون) |
| مستوى الحكومات المحلية |
| |
| مدن معرفة (政令指定都市 سيه ريه شي تيه تو شي) مدن نواة (中核市 تشوكاكو شي) مدن خاصة (特例市 توكو ريه شي) مدن (市 شي) أحياء خاصة (طوكيو) (特別区 توكو بيتسو كو) بلدات (町 تشو, ماتشي) قرى (村 صون, مورا) |
| مستوى أقسام الحكومات المحلية |
| أحياء (区 كو) |

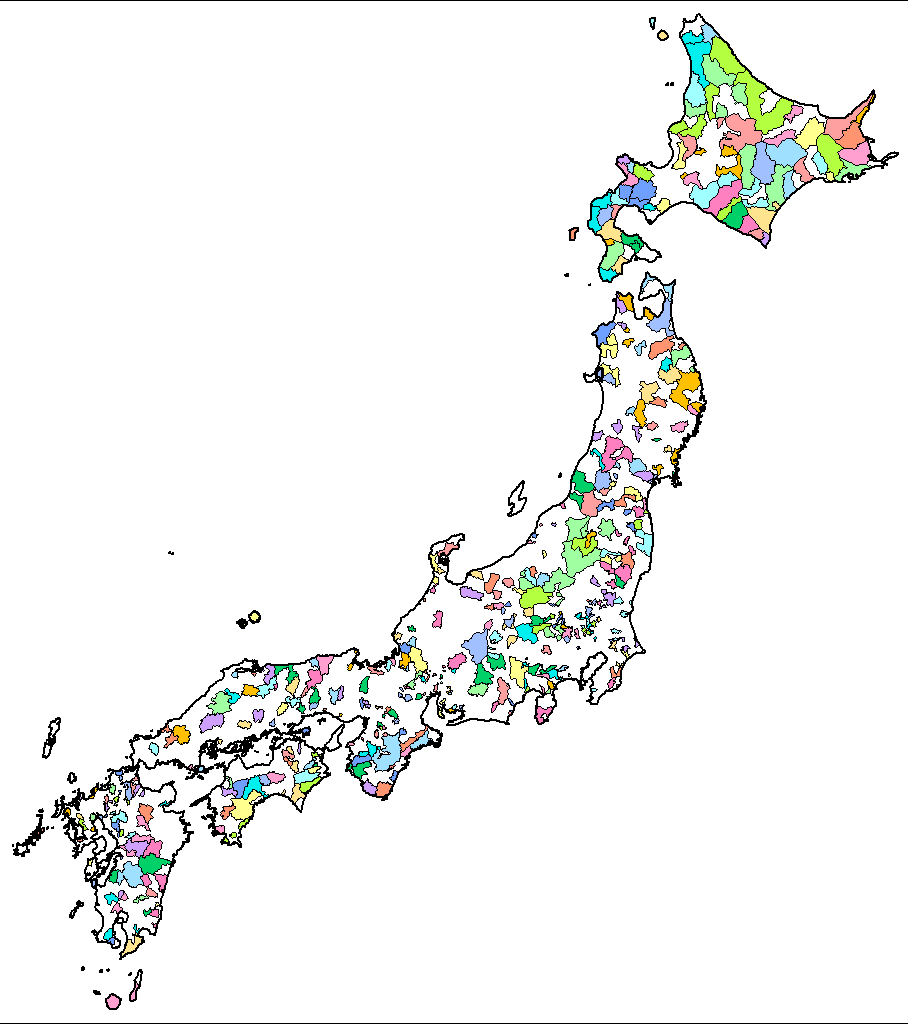
مقاطعات اليابان

المقاطعة (باليابانية: 郡 غون) كانت تستخدم كنظام تقسيم إداري لليابان في ما بين 1878 و1921 وتكون في مرتبة أدنى من المحافظة وأعلى من المدينة، البلدة، أو القرية. في عام 2008 أصبحت المدن تتبع مباشرة للمحافظات وليس للمقاطعة، بينما تبقى سيطرة المقاطعة الضئيلة محصورة على البلدات والقرى. تستخدم أسماء المقاطعات في نظام العنواين الياباني على عكس فروع المحافظات.

## قائمة المقاطعات
هذه بعض أسماء المقاطعات في اليابان مصنفة حسب المحافظة التي تتبع لها:
محافظة طوكيو
- مقاطعة نيشيتاما (طوكيو)

محافظة هوكايدو
- مقاطعة كاميكاوا (إيشكاري)، هوكايدو
- مقاطعة كاميكاوا (تيشيو)، هوكايدو
- مقاطعة كاميكاوا (توكاتشي)، هوكايدو
- مقاطعة ناكاغاوا (تيشيو)، هوكايدو
- مقاطعة ناكاغاوا (توكاتشي)، هوكايدو